# Hepialichneumon deqinensis
Hepialichneumon deqinensis är en stekelart som beskrevs av Zhiming Dong 1992. Hepialichneumon deqinensis ingår i släktet Hepialichneumon och familjen brokparasitsteklar. Inga underarter finns listade i Catalogue of Life.